# Johann Feifalik
Johann Feifalik, česky též Jan Fejfalík (26. března 1798 Znojmo – 14. ledna 1856 Lemberg) byl moravský a rakouský úředník a politik německé národnosti, během revolučního roku 1848 poslanec rakouského Říšského sněmu.

## Biografie
Působil jako magistrátní úředník ve Znojmě a v Brně. Jako člen brněnské městské rady se zasadil o profesionalizaci správy městského archivu. V roce 1844 byl péčí o městské písemnosti pověřen Polykarp Koller.
Během revolučního roku 1848 se zapojil do politického dění. Byl zvolen na Moravský zemský sněm. Nastoupil do něj po zemských volbách roku 1848 za kurii městskou, obvod Brno. Zvolen byl také do celoněmeckého Frankfurtského parlamentu.
V celostátních volbách roku 1848 byl zvolen rovněž na rakouský ústavodárný Říšský sněm. Zastupoval volební obvod Šternberk-venkov. Uvádí se jako magistrátní rada. Patřil ke sněmovní levici. 31. července 1848 byl zvolen do třicetičlenného ústavního výboru sněmu, který měl vypracovat ústavu. V první fázi existence výboru byl zároveň ustanoven jeho předsedou. Prací na ústavě se účastnil až do března 1849. 2. března ještě prohlásil na plénu sněmu, že „Jsem šťasten, že mohu vysokému ústavnímu sněmu ohlásit, že ústavní návrh je hotov.“ Jenže krátce poté byl sněm vládou rozpuštěn a direktivně zavedena ústava zcela odlišná od té projednávané parlamentem.
Jeho synem byl literární historik Julius Feifalik.